# Платонов, Николай Платонович
Никола́й Плато́нович Плато́нов (укр. Микола Платонович Платонов; настоящая фамилия Слуцкий, укр. Слуцький; 13 декабря 1902, Канев — 8 октября 1968, Новосибирск) — украинский советский оперный певец (тенор).

## Биография
Микола Слуцкий родился 13 декабря 1902 года в Каневе. Был младшим ребёнком в семье православного священника Платона Слуцкого. До начала певческой карьеры выучился на ветеринара.

Профессионально вокалу учился предположительно с 1921 года у Елены Муравьёвой, преподавателя Киевского музыкально-драматического института имени Н. В. Лысенко, готовившей также с 1920 года солистов оперы в Киевской консерватории. Одним из самых известных учеников Муравьёвой был Иван Козловский, оставивший о ней комплиментарные воспоминания. По свидетельству ученицы Платонова Галины Зайцевой, «Николай Платонович знал секреты старой итальянской вокальной школы, которую он унаследовал от Е. А. Муравьёвой, и конкретно показывал, как ей владеть».

В период обучения у Муравьёвой Микола Слуцкий мог познакомиться с обучавшимися у неё же будущими дивами киевской оперы Оксаной Петрусенко и Зоей Гайдай, позже ставшей женой Николая Платонова. Галина Зайцева со слов самого Платонова рассказывала, что Гайдай занималась голосом с Муравьёвой до самой её смерти в 1939 году, а после продолжила заниматься голосом с мужем, «так как она совершенно не могла петь без постороннего „уха“».
В первой половине 1920-х годов Микола Слуцкий участвовал в концертах появившейся в 1920 году украинской хоровой капеллы «Думка» (аббревиатура украинского названия «Державна українська мандрiвна капела», рус. «Государственная украинская передвижная капелла»). «Думка» гастролировала по всему СССР, и на одном из гастрольных выступлений молодого певца заметил Константин Станиславский, пригласивший Слуцкого в свою Оперную студию в Москве.
Приняв предложение Станиславского, Микола Слуцкий был поселён в том же доме в Леонтьевском переулке, дом 6, где располагалась Оперная студия Большого театра под руководством Константина Станиславского и где последние семнадцать лет своей жизни жил сам Станиславский (в 1948 году в этом доме был открыт мемориальный Дом-музей К. С. Станиславского).

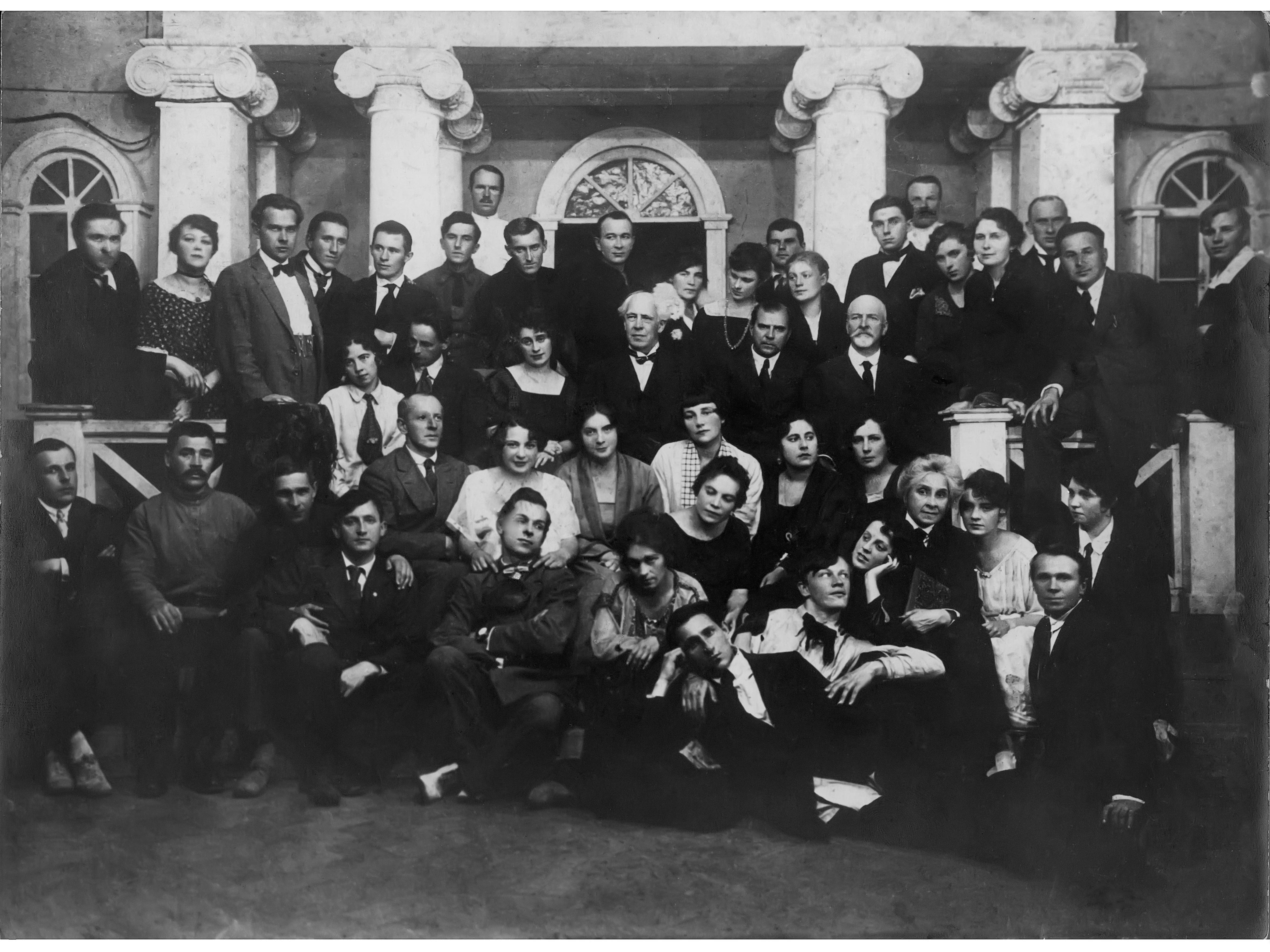
Константин Станиславский (стоит в центре) с труппой Оперной студии в Леонтьевском переулке в декорациях особняка Ленского (около 1922)

Сразу по приезде Слуцкий был введён в уже идущий спектакль «Евгений Онегин» на роль Ленского. В работе над партией Ленского ему помогал Леонид Собинов, подаривший молодому певцу трико, в котором он сам пел Ленского. Слуцкий хранил это трико всю жизнь и показывал своим ученикам. Перед своей премьерой он увидел на афише спектакля вместо своей фамилии фамилию Платонов. Расстроенный своим отстранением от спектакля, он обратился к Станиславскому, который ограничился коротким объяснением: «Коля! В Киеве каждый второй сапожник — Слуцкий. Поэтому отныне ты будешь Платоновым». Де-факто Слуцкий получил от Станиславского пожизненный псевдоним. В 1926 году Станиславский приступил к репетициям нового спектакля «Царская невеста», но Николай Платонов получил в нём роль только в третьем составе.
В музыкальном фильме «Наталка Полтавка» 1936 года режиссёра Ивана Кавалеридзе по пьесе Ивана Котляревского сыграл одну из главных ролей — роль Петра.
В 1937 году сделал самую раннюю известную запись украинского романса «Ніч яка місячна» (рус. «Ночь какая лунная») с аккомпанементом Оскара Сандлера (фортепиано), Л. Розенфельда (скрипка) и В. Хотинского (виолончель). Грампластинка с записью романса была издана Ногинским заводом грампластинок с этикеткой на украинском языке. Единственный известный сохранившийся экземпляр грампластинки находится в частной коллекции Олега Беседина (Днепропетровск).
С началом Великой Отечественной Войны на территории СССР Академический театр оперы и балета УССР имени Т. Г. Шевченко был эвакуирован в Уфу, где Зоя Гайдай и Николай Платонов первое время жили на квартире у солистки Башкирского государственного театра оперы и балета Бану Валеевой.
Умер в Новосибирске. Похоронен на Заельцовском кладбище (квартал 38).

### Семья
- Отец — Платон Слуцкий, православный священник[1].
- Жена (до конца 1940-х годов) — Зоя Михайловна Гайдай (1902—1965), советская оперная певица.